# Froggattimyia hirta
Froggattimyia hirta là một loài ruồi trong họ Tachinidae.